# Лефлор (округ, Міссісіпі)
Шаблон:StateAbbr_ 33°33′ пн. ш. 90°18′ зх. д. / 33.55° пн. ш. 90.3° зх. д.
Округ  Лефлор (англ. Leflore County) — округ (графство) у штаті Міссісіпі, США. Ідентифікатор округу 28083.

## Історія
Округ утворений 1871 року.

## Демографія
За даними перепису 
2000 року 
загальне населення округу становило 37947 осіб, зокрема міського населення було 29863, а сільського — 8084.
Серед мешканців округу чоловіків було 18233, а жінок — 19714. В окрузі було 12956 домогосподарств, 8890 родин, які мешкали в 14097 будинках.
Середній розмір родини становив 3,33.
Віковий розподіл населення поданий у таблиці:
| Стать    | До 15 років | 15-21 | 22-29 | 30-39 | 40-49 | 50-65 | 65-85 | Понад 85 |
| -------- | ----------- | ----- | ----- | ----- | ----- | ----- | ----- | -------- |
| Чоловіки | 4797        | 2563  | 2360  | 2468  | 2340  | 2098  | 1418  | 189      |
| Жінки    | 4528        | 2458  | 2236  | 2537  | 2552  | 2487  | 2364  | 552      |

## Суміжні округи
- Таллагачі — північ
- Ґренада — північний схід
- Керролл — схід
- Голмс — південний схід
- Гамфріс — південний захід
- Санфлауер — захід

## Виноски
1. ↑  U.S. Decennial Census. United States Census Bureau. Архів оригіналу за 19 липня 2018. Процитовано 6 листопада 2014.
2. ↑  Historical Census Browser. University of Virginia Library. Архів оригіналу за 11 серпня 2012. Процитовано 6 листопада 2014.
3. ↑  Population of Counties by Decennial Census: 1900 to 1990. United States Census Bureau. Архів оригіналу за 28 грудня 2014. Процитовано 6 листопада 2014.
4. ↑  Census 2000 PHC-T-4. Ranking Tables for Counties: 1990 and 2000 (PDF). United States Census Bureau. Архів оригіналу (PDF) за 18 грудня 2014. Процитовано 6 листопада 2014.
5. ↑  State & County QuickFacts. United States Census Bureau. Архів оригіналу за 7 червня 2011. Процитовано 4 вересня 2013.(англ.) Наведено за англійською вікіпедією.
6. ↑  American FactFinder. Бюро перепису населення США. Архів оригіналу за 26 лютого 2012. Процитовано 31 січня 2008.

| США | Це незавершена стаття з географії США. Ви можете допомогти проєкту, виправивши або дописавши її. |